# Новодеркул
Новодеркул (укр. Новодеркул) — село, относится к Беловодскому району Луганской области Украины.
Население по переписи 2001 года составляло 1070 человек. Почтовый индекс — 92833. Телефонный код — 6466. Занимает площадь 3,7 км². Код КОАТУУ — 4420684405.
Расположено на реке Деркул (приток Северского Донца).

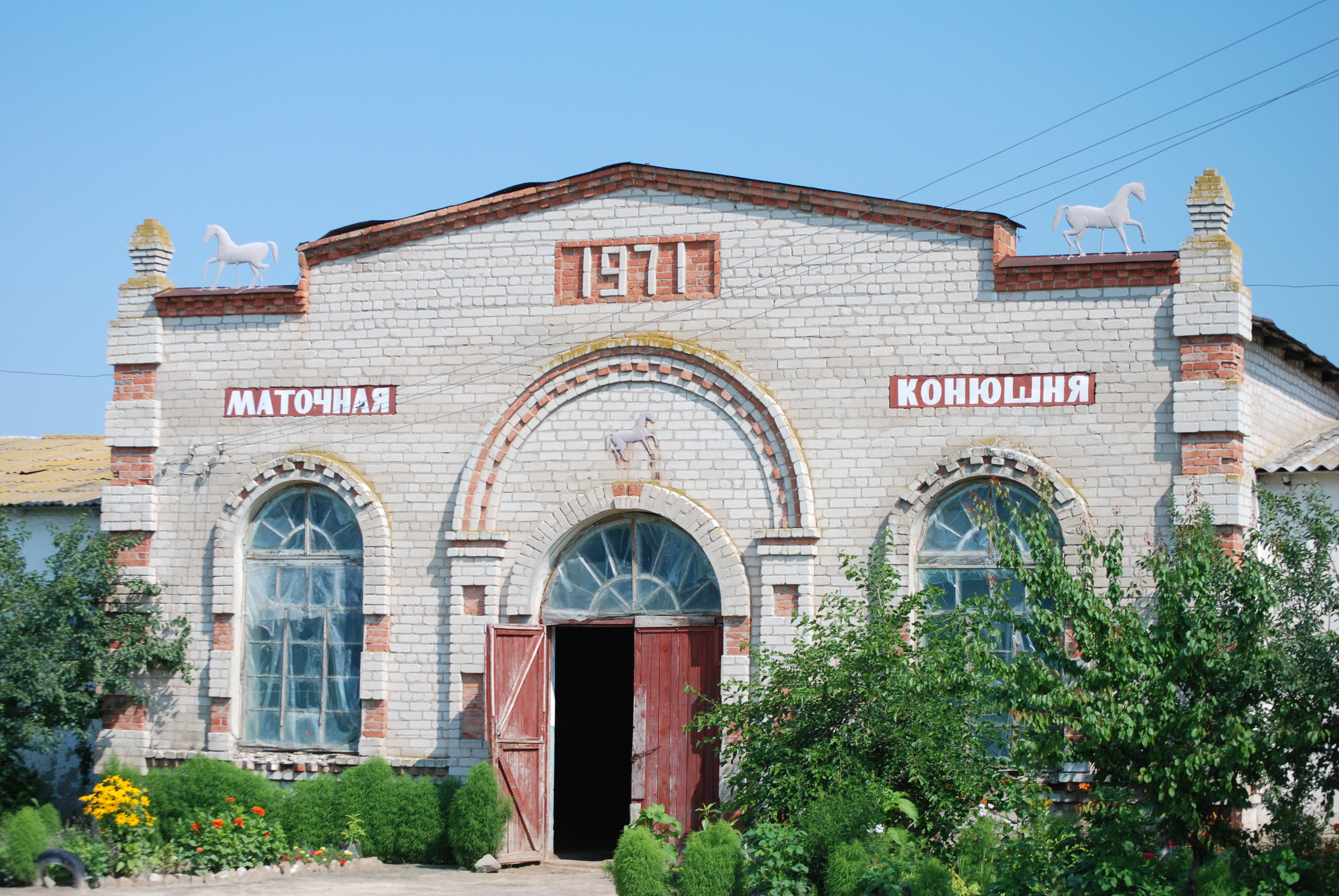
Конюшня Деркульского конзавода

В селе находится Деркульский конный завод — одно из первых государственных предприятий по выращиванию верховых лошадей, появившихся на территории Российской империи. Основан в 1765 году по указу императрицы Екатерины II, для армейских нужд.

## Местный совет
92833, Луганська обл., Біловодський р-н, с. Данилівка (укр.)